# Fernando Antogna
José Fernando Antogna (né le 21 décembre 1976 à Chivilcoy) est un coureur cycliste argentin. 

## Palmarès sur route

### Par années
- 1999
  - 3e étape de la Doble Bragado
- 2001
  - Doble Difunta Correa
- 2002
  - 3e de la Doble Difunta Correa
- 2003
  - 1re étape du Tour de Mendoza
  - Vuelta al Valle :
    - Classement général
    - Prologue, 1re et 4e étapes

  - 2e du Tour de San Juan
  - 3e de la Doble Bragado
  - 3e de la Doble Difunta Correa
- 2004
  - Criterium de Apertura
- 2005
  - 3e étape du Doble Bragado
  - 2e de la Doble Bragado
- 2006
  - 2e et 3e étapes de la Doble Bragado
  - 2e de la Doble San Francisco-Miramar
- 2007
  - Prologue et 2e étape du Tour de San Luis
  - 2e étape de la Vuelta Leandro N. Alem
  - Gran Premio Hermanos Macchi
  - Clásica 1° de Mayo
  - 1re et 3e étapes de la Vuelta al Valle
  - 2e du Tour de San Luis
  - 3e de la Doble Bragado
- 2008
  - Prologue de la Doble Bragado (contre-la-montre par équipes)
- 2009
  - 2e et 6ea (contre-la-montre) étapes de la Doble Bragado
  - Clásica de Venado Tuerto
  - Vuelta Chivilcoyana :
    - Classement général
    - 2e étape (contre-la-montre)

  - 2e de la Doble Bragado
- 2010
  - 6eb étape de la Doble Bragado
- 2011
  - Prologue de la Cascade Classic
- 2013
  - Doble Bragado :
    - Classement général
    - 1re, 5e et 7ea (contre-la-montre) étapes
- 2016
  - Vuelta al Valle
  - Criterium de Apertura
- 2017
  - Prologue de la Vuelta al Valle de Chubut
  - 1re étape de la Vuelta a la Pampa
- 2018
  - 2e étape du Homenaje a Oscar Calulo Anacoreto
  - Doble Bragado :
    - Classement général
    - Prologue (contre-la-montre par équipes)
- 2024
  - 3e du Criterium de Apertura

### Classements mondiaux
| Année            | 2006 | 2007 | 2008 | 2009 | 2010 | 2011 | 2012 |
| ---------------- | ---- | ---- | ---- | ---- | ---- | ---- | ---- |
| UCI America Tour | 347e | 50e  | 327e | 194e |      | 362e | 81e  |

## Palmarès sur piste

### Championnats du monde
- Melbourne 2004
  - 15e de la poursuite par équipes

### Jeux panaméricains
- Rio de Janeiro 2007
  -  Médaillé de bronze de la poursuite individuelle

### Championnats panaméricains
- Tinaquillo 2004
  -  Médaillé de bronze de la poursuite individuelle
- Mar del Plata 2005
  -  Médaillé d'argent de la poursuite par équipes
- Caieiras 2006
  -  Médaillé d'argent de la poursuite par équipes
- Montevideo 2008
  -  Médaillé d'argent de la poursuite individuelle
  -  Médaillé de bronze de la poursuite par équipes
- Mexico-Tlaxcala 2009
  -  Médaillé d'argent de la poursuite individuelle

### Championnats nationaux
- 2007
  -  Champion d'Argentine de poursuite
- 2008
  -  Champion d'Argentine de poursuite
- 2009
  -  Champion d'Argentine de poursuite